# Solbus

Автобусний завод "Solbus"(пол. Fabryka Autobusów Solbus Sp. z o.o.) є польським виробником міських, міжміських та туристичних автобусів, що виробляються під брендом Solbus заснований у 2001 році ув селі Солець-Куявський. Він був позиціонований як один з "основних гравців польської автомобільної промисловості" . У 2005 році його частка становила 20% виробництва автобусів у Польщі, сама компанія  була названа бізнес-щоденником Puls Biznesu як краща компанія і одна з трьох найбільш швидкозростаючих компаній у Куявсько-Поморському воєводстві. В даний час виробляється близько 100-150 автобусів на рік.
7 липня 2010 року Господарський суд у Бидгощі оголосив про банкрутство автобусного заводу Solbus. . 9 березня 2012 року компанія уклала угоду з кредиторами, яка надавала їй чотири роки для погашення заборгованості .  У січні 2015 року господарський суд Бидгоща ухвалив прохання компанії Solbus припинити виконання угоди.

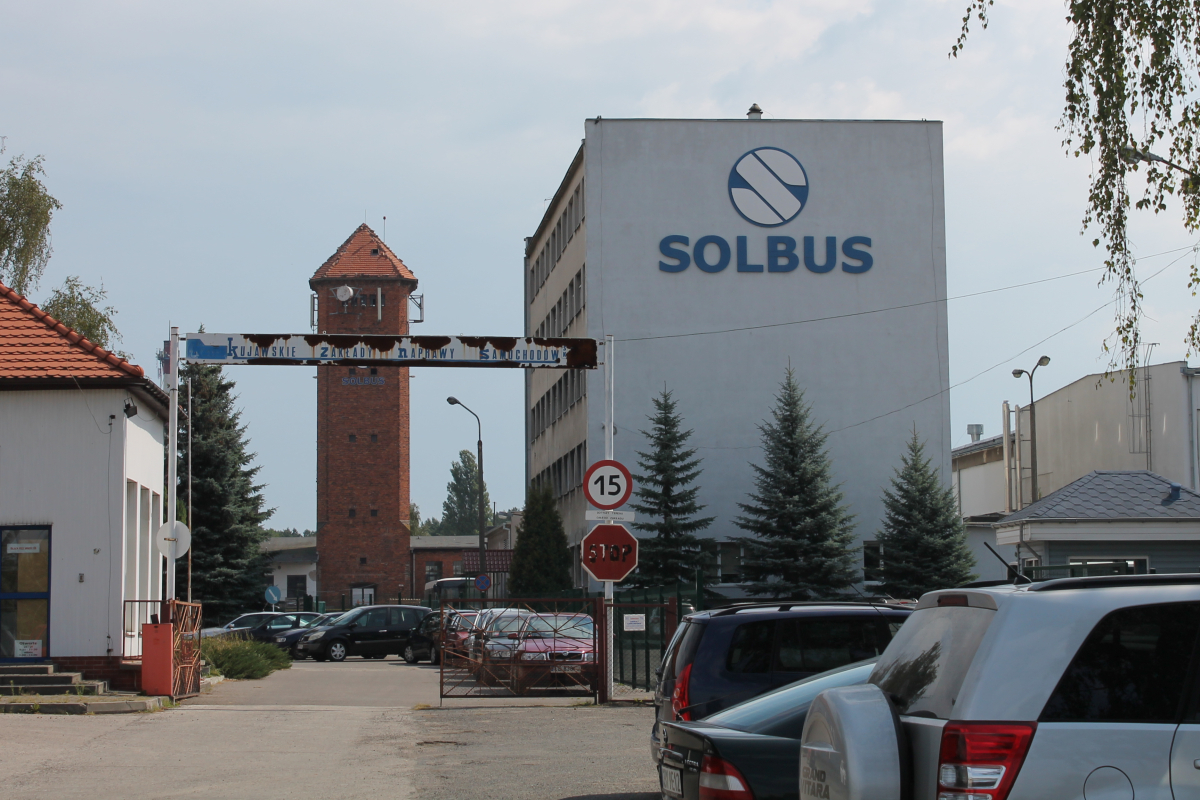
Будівля заводу

## Продукція
Нові моделі:
- Туристичні автобуси:
  - Solbus Soltour ST10
  - Solbus Soltour ST11
- Міжміські автобуси
  - Solbus Soltour ST10/I
  - Solbus Soltour ST11/I
  - Solbus Solway SL10
  - Solbus Solway SL11
- Місцеві автобуси
  - Solbus Solcity SN11L
- Міські автобуси
  - Solbus Solcity SN11M
  - Solbus Solcity SM12
  - Solbus Solcity SM12 LNG
  - Solbus Solcity SM18
  - Solbus Solcity SM18 LNG

Старі моделі:
- Туристичні автобуси:
  - Solbus LH 9,5
  - Solbus C 10,5/1
- Міжміські автобуси
  - Solbus C 9,5
  - Solbus C 10,5
- Міські автобуси
  - Solbus B 9,5

|  |  |  |  |  |  |